# Барни
Ба̀рни (на италиански и на ломбардски: Barni) е село и община в Северна Италия, провинция Комо, регион Ломбардия. Разположено е на 635 m надморска височина. Населението на общината е 575 души (към 2017 г.).